# Zelotes quipungo
Zelotes quipungo FitzPatrick, 2007 è un ragno appartenente alla famiglia Gnaphosidae.

## Etimologia
Il nome della specie deriva dalla località angolana di rinvenimento degli esemplari: Quipungo.

## Caratteristiche
Questa specie appartiene al tenuis group, la cui peculiarità è che i maschi hanno l'apofisi mediana del pedipalpo in posizione distale con un embolus spiraliforme e molto corto. I dotti dell'epigino femminile sono brevi, di struttura semplice e allargati anteriormente.
L'olotipo femminile rinvenuto ha lunghezza totale è di 5,66mm; la lunghezza del cefalotorace è di 2,33mm; e la larghezza è di 1,67mm.

## Distribuzione
La specie è stata reperita nell'Angola centromeridionale: l'olotipo femminile è stato rinvenuto nei pressi del municipio di Quipungo, appartenente alla provincia di Huíla.

## Tassonomia
Al 2016 non sono note sottospecie e dal 2007 non sono stati esaminati nuovi esemplari.